# Sniper Elite 4
Sniper Elite 4 ist ein taktisches Third-Person-Shooter-Stealth-Videospiel, das von Rebellion Developments entwickelt und veröffentlicht wurde. Die Fortsetzung von Sniper Elite III wurde am 14. Februar 2017 für Microsoft Windows, PlayStation 4 und Xbox One veröffentlicht. Am 1. November 2020 erschien es für Google Stadia und am 17. November 2020 erschien es für Nintendo Switch.

## Spielprinzip
Sniper Elite 4 ist ein taktischer Shooter mit Stealth-Elementen, der aus der Third-Person-Perspektive gespielt wird. Wenn der Spieler einen Feind mit einem Scharfschützengewehr aus großer Entfernung tötet, wird das X-Ray-Kill-Cam-System aktiviert, bei dem die Kamera des Spiels der Kugel vom Scharfschützengewehr zum Ziel folgt und zeigt, wie Körperteile, Knochen oder innere Körperorgane durch die Kugel gebrochen oder zerrissen werden. Das System wurde auch um Splitter-, Nahkampf- und Stealth-Kills erweitert.
Die künstliche Intelligenz des Spiels wurde verbessert, so dass die Gegner auf die Aktionen des Spielers reaktionsfähiger reagieren können. Wenn ein Feind getötet wird, beginnen andere Feinde aktiv mit der Suche nach ihm. Der Spieler ist mit einem Fernglas ausgestattet, das ihm zeigt, wo sich die Feinde befinden und welche Waffen sie tragen, sowie die Möglichkeit, Gegner und Objekte zu markieren. Im Spiel gibt es den Rang "Offiziere". Den Offizier so früh wie möglich zu töten, wird seine Armee zum Rückzug veranlassen, während die Tötung des Offiziers am Ende eines Einsatzes den Schwierigkeitsgrad deutlich erhöht. Der Spieler kann Fallen stellen und Leichen als Sprengfallen verwenden. Das Spiel bietet auch Nachteinsätze, bei denen der Spieler Lichtquellen entfernen kann, um seine Anwesenheit zu verbergen.
Die Karten im Spiel sind erheblich größer als die von Sniper Elite III und bieten den Spielern mehr Freiheit und ein offenes Gameplay. Die Karten weisen auch mehr Vertikalität auf. Das neue Bewegungssystem des Spiels erlaubt es Fairburne, zu klettern und nach Vorsprüngen zu greifen. Kooperative Missionen und wettbewerbsfähige Mehrspielermodi werden wieder eingeführt.

## Handlung
Sniper Elite 4 spielt 1943 in Italien, unmittelbar nach den Ereignissen in Sniper Elite III. Nachdem die Royal Navy von Gerüchten über eine neue Nazi-Waffe erfahren hat, schickt sie einen Frachter, die Orchidea, zur Untersuchung auf die Insel San Celini. Das Schiff wird schnell von der neuen Waffe versenkt – einer funkferngesteuerten Antischiffsrakete unter der Entwicklung des Wissenschaftlers Andreas Kessler und Heinz Böhm, einem hochrangigen Nazi-General, über den die Alliierten nur wenig Informationen haben. Der SOE-Scharfschütze Karl Fairburne (Tom Clarke-Hill) wird nach dem Untergang auf die Insel geschickt und damit beauftragt, General Tobias Schmidt zusammen mit mehreren anderen Offizieren, die den Angriff überwachten, zu ermorden und zu Propagandazwecken zu filmen. Nach der Eliminierung von Schmidt wird Fairburne von OSS-Agent Jack Weaver in das Dorf Bitanti geschickt, um Sofia "Angel" Di Rocco zu finden, die Anführerin der örtlichen Partisanen-Widerstandsgruppe. Angel misstraut der OSS, die es ihrem Vater erlaubt hat, von den Nazis entführt zu werden, und beauftragt Fairburne, eine Eisenbahngeschütz am Regelino-Viadukt zu zerstören, um sich zu beweisen und die Gruppe zu überzeugen, sich zusammenzuschließen. Nach der Sprengung des Viadukts und der Zerstörung des Geschützes wird Fairburne geschickt, um eine Werft zu untersuchen, aus der die Nazis das Waffenteil verschiffen, und einen Bombenangriff zur Zerstörung der Anlage zu veranlassen.
Als Fairburne erfuhr, dass die sizilianische Mafia den Betrieb auf der Werft störte, um den Versand der Waffenteile zu verlangsamen, traf er sich mit Kingpin Salavatore Dinelli, der sich bereit erklärt, zusätzliche Hilfe zu leisten, nachdem er Piero Capo, den Anführer der örtlichen Schwarzen Brigade, eliminiert hatte. Die Partisanen misstrauen den Absichten der Mafia und zögern, das Bündnis aufrechtzuerhalten. Als jedoch ein SOE-Informant, Major Hans Dorfmann, bekannt gibt, dass Kessler sich in der Magazzeno-Einrichtung befindet, in der die Raketen zusammengebaut werden, infiltriert Fairburne die Basis, um Kessler zu entführen und seine Forschungsnotizen zu stehlen. Beim Verhör erzählt Kessler Angel, dass ihr Vater noch lebt, was die Partisanen veranlasst, die Stadt Giovi Fiorini anzugreifen und Böhms Vertrauten, Major Klaus Rothbauer, zu finden. Kessler erzählt Fairburne dann, dass er aufgrund seines starken Alkoholkonsums an Leberkrebs stirbt und daher für die Nazis oder die Alliierten keinen Nutzen hat und dass die Informationen, die Angel gegeben wurden, eine Lüge waren, um die Partisanen in eine Falle zu locken. Fairburne bricht nach Giovi Fiorini auf und eliminiert Rothbauer, aber der darauf folgende Kampf führt dazu, dass die Partisanen massakriert werden.
Die gesammelten Informationen ermöglichen es dem SOE zu entdecken, dass Böhm von der Operation Avalanche weiß und die konstruierten Raketen zu seiner Festung in Allagra schicken lässt, mit der Absicht, sowohl der Flotte genug Schaden zuzufügen, um den Erfolg der Invasion Italiens zu verhindern, als auch zu versuchen, General Dwight Eisenhower zu töten. Fairburne infiltriert die Basis und deaktiviert jede der Raketen. Als er versucht, einen Bombenangriff auf die Einrichtung zu veranlassen, erscheint Dorfmann mit der gefangenen Angel und gibt sich als Böhm zu erkennen. Böhm richtet Angel hin und macht sich schnell auf den Weg zu seinem Flugzeug, mit der Absicht, abzuheben und den Angriff auf Eisenhowers Schiff persönlich auszuführen. Fairburne jagt hinterher und schafft es, die Triebwerke des Flugzeugs auszuschalten, bevor es starten kann, wodurch das Flugzeug zerstört wird und Böhm getötet wird, gerade als die alliierten Lancaster-Bomber eintreffen, um den Stützpunkt zu zerstören. In der Epilog-Szene bietet Jack Karl einen Job im OSS an und Karl sagt, er werde darüber nachdenken.

## Entwicklung
Sniper Elite 4 wurde von Rebellion Developments entwickelt. Laut Tim Jones, Head of Creative von Rebellion, wurde das Spiel als "Scharfschützenparadies" konzipiert. Infolgedessen erweiterte das Team die Größe und den Maßstab der Karten und Level des Spiels, um "echte Weitschüsse" zu ermöglichen. Auch das Animationssystem, die künstliche Intelligenz und die Rendering-Technologie des Spiels wurden überarbeitet.
505 Games, der Publisher der beiden vorherigen Spiele, ist an der Produktion des Spiels nicht beteiligt, und Sniper Elite 4 wird von Rebellion selbst digital veröffentlicht. Rebellion ging stattdessen eine Partnerschaft mit Sold Out und U&I Entertainment, den Publisher und Vertreibern von Zombie Army Trilogy, ein, um physische Kopien des Spiels herzustellen. Im Februar 2016 enthüllte ein chinesisches Unternehmen für digitale Kunst versehentlich das Spiel. Jason Kingsley, CEO von Rebellion, bestätigte nicht die Existenz des Spiels und fügte hinzu, dass es Pläne gebe, sehr bald ein neues Spiel herauszubringen. Sniper Elite 4 wurde am 7. März 2016 angekündigt.
Am 13. Juni 2016, auf der E3 2016, wurde bekannt gegeben, dass Sniper Elite 4 am 14. Februar 2017 veröffentlicht werden soll.

## Rezeption
Sniper Elite 4 erhielt laut dem Videospiel-Bewertungsaggregator Metacritic "allgemein günstige" Bewertungen. Eurogamer platzierte das Spiel auf Platz 40 ihrer Liste der "Top 50 Spiele des Jahres 2017", während GamesRadar+ es auf Platz 22 ihrer Liste der 25 besten Spiele des Jahres 2017 platzierte.

### Verkäufe
Im Juni 2016 beschrieb Sold Out das Spiel als "Big Hitter" und erwartete, dass das Spiel an seinem Starttag in Großbritannien ungefähr 200.000 physische Kopien verkaufen würde.